# 北博滕
北博滕（瑞典語：Norrbotten，瑞典語發音：[ˈnɔ̂rːˌbɔtːɛn]）是位於瑞典北部，諾爾蘭的一個舊省。陸上與拉普蘭和西博滕及芬蘭相鄰。